# Qasr al-Sir
Qasr al-Sir (Hebreeuws: קסר א-סיר, Arabisch: قصر السر)  is een Israëlisch bedoeïenendorp in de Negev, in drie kilometer westelijk van de stad Dimona. Het had in 2022 een kleine 3.000 inwoners. Qasr al-Sir werd in 2003, samen met Wadi Ghwain en Umm Batin erkend door de regering van Ariel Sharon. Voordien behoorde het tot de "unrecognized villages" (‘niet-erkende bedoeïenendorpen’) De traditionele namen werden vervangen door andere, waarvan twee Hebreeuwse. Het werd onderdeel  van de Regionale raad Abu Basma. Na de opsplitsing van deze Council in 2012 werd het ingedeeld bij de Regionale raad van Neve Midbar.
Ondanks erkenning van de overheid, meldde Amnesty International in 2022, dat de bewoners ervan niet worden betrokken bij ontwikkelingsplannen van de staat en dat zij moeilijk bouwvergunningen kunnen krijgen of aanspraak maken op overheidsdiensten of infrastructuur. De bedoeïenen zijn qua bestuur gescheiden van de Joodse burgers van Israël.